# Pycnonotus flavescens
Pycnonotus flavescens é uma espécie de ave da família Pycnonotidae.
Pode ser encontrada nos seguintes países: Bangladesh, China, Índia, Indonésia, Laos, Malásia, Myanmar, Tailândia e Vietname.
Os seus habitats naturais são: regiões subtropicais ou tropicais húmidas de alta altitude.